# Robert Krieps

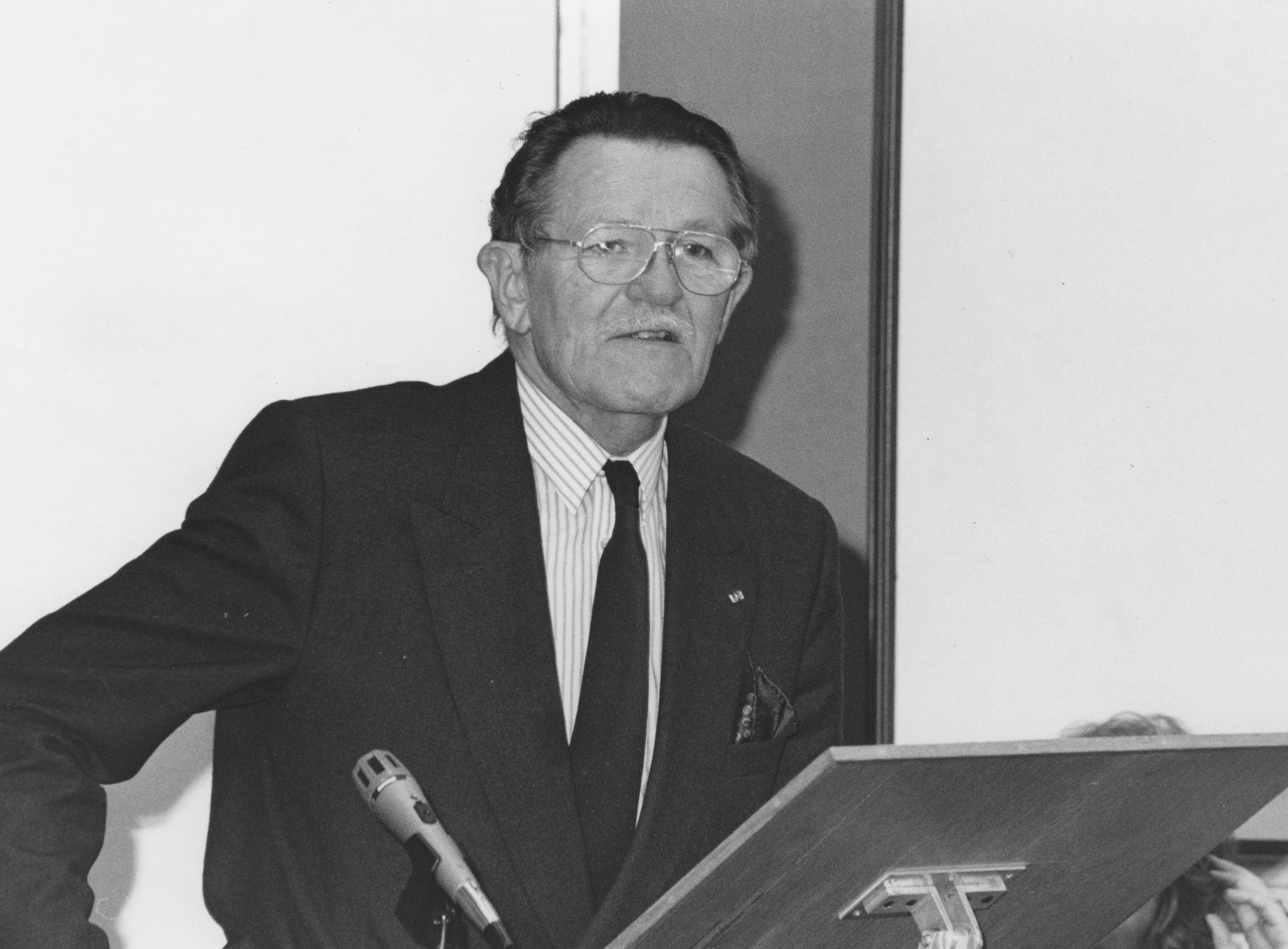
Robert Krieps 1990

Robert Krieps (* 15. Oktober 1922 in Dalheim; † 1. August 1990) war ein luxemburgischer Rechtsanwalt und Politiker der LSAP.
Während des Zweiten Weltkrieges war er in den Konzentrationslagern Hinzert, Natzweiler-Struthof und Dachau inhaftiert. 
Nach dem Krieg beendete er seine Studien als Anwalt und begann seine politische Karriere. Von 1952 bis 1953 war er Präsident der Conférence du Jeune Barreau du Luxembourg. Er war Deputierter in der Chamber und im Europäischen Parlament. Er war von 1974 bis 1979 Justizminister und von 1984 bis 1989 im ersten Kabinett Santer Justizminister, Kulturminister und Umweltminister. Präsident der LSAP war er von 1980 bis 1985. 1989 zog er in das Europäische Parlament ein. Bis zu seinem Tode war er neben seiner Tätigkeit als Abgeordneter noch stellvertretender Vorsitzender des Ausschusses für Jugend, Kultur, Bildung, Medien und Sport sowie der Delegation für die Beziehungen zur Schweiz.
Seine Enkelin ist die Schauspielerin Vicky Krieps.

## Ehrungen
- 1988: Großkreuz des Ordens des Infanten Dom Henrique